# クリップスプリンガー
クリップスプリンガー（Oreotragus oreotragus）は、偶蹄目ウシ科クリップスプリンガー属に分類される偶蹄類。本種のみでクリップスプリンガー属を構成する。別名、イワトビカモシカ。

## 分布
アンゴラ、ウガンダ、エチオピア、エリトリア、ケニア、コンゴ民主共和国、ザンビア、ジブチ、ジンバブエ、スーダン、スワジランド、ソマリア、タンザニア、ナミビア、ボツワナ、マラウイ、南アフリカ共和国、南スーダン、レソト、ルワンダ。ブルンジでは絶滅。
模式産地は南アフリカ共和国西ケープ州。

## 形態
体長75 - 90センチメートル。肩高40 - 60センチメートル。体重8 - 18キログラム。オスよりもメスの方が大型になる。背面は灰褐色やオリーブ褐色・黄褐色、吻端と腹面・四肢の内側・大腿部後部は白や黄褐色。体毛は基部は白いが黄色部や黒色部があり、霜降り状に混ざりあうことで前述のような色彩に見える。体毛は軽いうえに密毛し、皮膚は厚い。上毛は平坦で硬く、中空で簡単に折れる。この体毛の構造により熱や低温、乾燥、岩と接触することによる怪我などから身を守ることができる。
頭部は短く、上から見ると三角形。耳介は大型で幅広く、内側には黒い3本の筋模様が放射状に入る。四肢は短く頑丈。蹄は縦長で楔形をしており、外側は固いが中央部は弾力性がある。蹄の先端のみを接地する。蹄の接地面が小さいため、狭い足場でも直立することができる。
通常はオスにのみ最長16センチメートルの短い直立した角が生える。

## 分類
ウシ科内ではブラックバック亜科ローヤルアンテロープ族に含める説もあった。分子系統解析ではブラックバック亜科（もしくはウシ亜科以外の全種を含むAntelopinaeでのブラックバック族）とは近縁でないと推定され、本種のみでクリップスプリンガー族Oreotraginiを構成する説もある。2012年に発表されたミトコンドリアDNAのシトクロムbとCOI遺伝子の塩基配列を決定し最大節約法による系統推定では、Cephalophini族（従来のダイカー亜科に相当）と単系統群を形成すると推定された。
- Oreotragus oreotragus oreotragus (Zimmermann, 1783) ケープクリップスプリンガー
- Oreotragus oreotragus porteousi Lydekker, 1911 ナイジェリアケープスプリンガー

## 生態
標高4,000メートル以下にあるサバンナ・岩場・半砂漠地帯などに生息する。ペアもしくは1頭のオスと2頭のメスで縄張りを形成して生活する。夜行性で、昼間は岩陰等で休む。岩と岩の間を飛び跳ねるようにして移動する。
食性は植物食で、花、果実、草本や木の葉、コケ植物などを食べる。主に花や果実が食性の大部分を占め、体や胃が小型で代謝が高いため栄養価の高い食物を選択的に食べる。冬季や乾期になると葉を食べる割合が大きくなる。水分は主に食物や朝露から摂取するが、利用可能であれば水たまりや泉などから水を飲む。
主な捕食者はカラカル・ヒョウで、アビシニアジャッカル・ブチハイエナ・ジャッカル類・ヤマネコ類・コシジロイヌワシ・ゴマバラワシなどが挙げられる。危険を感じると鳴き声をあげるが、これは捕食者への威嚇ではなく他個体にも危険を知らせるためであると示唆されている。
繁殖形態は胎生。妊娠期間は6か月。1回に1頭の幼獣を産む。授乳期間は4 - 5か月。生後7か月で性成熟する。飼育下での寿命は18年。

## 保全状態評価
O. o. porteousi
ENDANGERED (IUCN Red List Ver. 3.1 (2001))